# 19 березня
19 березня — 78-й день року (79-й у високосні роки) в григоріанському календарі. До кінця року залишається 287 днів.

## Свята і пам'ятні дні

### Міжнародні
- День клієнта

### Національні
- Фінляндія: День Мінни Кант, День рівності
- Хорватія,  Андорра,  Ангола,  Іспанія,  Португалія,  Італія,  Швейцарія,  Гондурас,  Болівія: День батька
- Іспанія: День інженера
- Алжир: День перемоги
- Італія,  Мальта,  Ліхтенштейн: День святого Йосипа
- США: День шоколадної карамелі і День птиці
- Польща: День єдності кашубів

## Іменини
✙ Православні: Хризант, Дарія, Клавдій, Мар'ян.
✝  Католицькі:

### Звичаї та традиції
Вважається днем, коли прилітають із теплих країв лелеки.

## Події
- 721 до н. е. — перше описане сонячне затемнення було побачене з Вавилона.
- 1279 — унаслідок перемоги Монголів у битві при Яминь Династія Сун була знищена.
- 1329 — було засноване село Верхні Ремети у Закарпатській області
- 1474 — у Венеції приймається закон про охорону винаходів — перший у світі закон про охорону авторського права.
- 1823 — падіння Першої Мексиканської імперії.
- 1563 — підписанням Амбуазького миру закінчилася Перша гугенотська війна.
- 1682 — Собор духівництва Франції ухвалив, що Папа Римський не має права позбавляти королів влади, а церква панує лише в духовних справах.
- 1812 — Кадіські кортеси прийняли першу Конституцію Іспанії.
- 1831 — перше пограбування банку в США. Англійський іммігрант Едвард Сміт викрав з City Bank of New York 245 000 доларів — гігантську на ті часи суму. Незабаром злочинця вдалося схопити (він отримав п'ять років ув'язнення у в'язниці Сінг-Сінг) і повернути велику частину викраденого.
- 1859 — в Парижі пройшла прем'єра опери Шарля Гуно «Фауст».
- 1913 — в «Метрополітен-опера» в Нью-Йорку вперше повністю виконана опера Модеста Мусоргського «Борис Годунов».
- 1917 — Тимчасовий уряд одним зі своїх перших зовнішньополітичних актів підтвердив автономію Фінляндії.
- 1917 — в Києві пройшла 100-тисячна демонстрація під гаслами: «Автономію Україні», «Вільна Україна у вільній Росії», «Так є здоровою вільна Україна з гетьманом на чолі». Під час першого українського свята Свободи демонстранти роззброювали поліцію.
- 1918 — у США були офіційно впорядковані часові пояси і перехід на літній час.
- 1920 — Сенат США вдруге відкинув ратифікацію Версальського договору і вступ до Ліги Націй.
- 1922 — в лютому був виданий декрет про вилучення церковних цінностей, що викликало виступи віруючих і протест патріарха Тихона. В 6-сторінковому листі членам Політбюро В. І. Ленін у зв'язку з цим писав: «Чим більше число представників реакційного духівництва і реакційної буржуазії вдасться нам із цього приводу розстріляти, тим краще. Треба саме тепер провчити цю публіку так, щоб на декілька десятків років ні про який опір вони не сміли і думати».
- 1922 — у Швеції відбувся перший Васалоппет у новітній історії.
- 1932 — відкрито міст Гарбор-Брідж у Сіднеї.
- 1933 — за результатами референдуму у Португалії була проголошена «Нова держава».
- 1934 — радгоспник Митрофан Никітін відкриває вогонь із револьвера по труні В. Леніна в мавзолеї.
- 1935 — Ігор Сікорський отримав у США патент на «літальний апарат прямого підйому».
- 1946 — Мартиніка, Гваделупа, Реюньйон оголошуються заморськими департаментами Франції.
- 1953 — вперше по телебаченню була показана церемонія вручення «Оскара».
- 1953 — уряд Канади оголошує про те, що у всіх великих містах країни встановлюються сирени на випадок війни між США і СРСР.
- 1955 — в Масаді (Ізраїль) археологами виявляються останки палацу Ірода.
- 1958 — у Люксембурзі відкрилося перше засідання Європарламенту.
- 1962 — закінчилася Алжирська війна.
- 1970 — радянські дисиденти Андрій Сахаров, Валентин Турчин і Рой Медведєв написали відкритий лист на ім'я Брежнєва, Косигіна і Підгірного із закликом провести демократизацію режиму.
- 1979 — прямою трансляцією засідання Палати представників почала мовлення американська мережа кабельного телебачення «C-SPAN».
- 1982 — група аргентинців підняла свій прапор над Південною Джорджією, зробивши поштовх до Фолклендської війни з Великою Британією.
- 1989 — Ізраїль передав місто Таба Єгипту, поклавши повний кінець окупації Синайського півострова.
- 1989 — перший прототип єдиного у світі літального апарата з поворотними роторами — багатоцільового V-22 «Оспрей» вперше піднявся в повітря і вперше перейшов від вертикального польоту до горизонтального.
- 1999 — проводиться перша трансляція передач iTV з Шаболовки з використанням технології IP/TV. Пробні трансляції до цього велися лише під час декількох Internet прес-конференцій.
- 2011 — через два дні після відповідної резолюції ООН почалася Міжнародна військова операція в Лівії.
- 2012 — сталася стрілянина в єврейській школі у Тулузі.
- 2016 — літак Boeing 737-800 авіакомпанії «Flydubai» розбився при спробі здійснити посадку в аеропорту Ростова-на-Дону.
- 2019 — Нурсултан Назарбаєв пішов з поста президента Казахстану після 30 років безперервного правління. Його наступником став Касим-Жомарт Токаєв.

## Народились

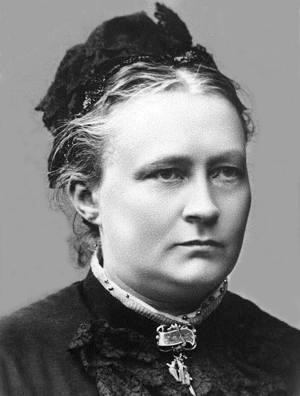
Мінна Кант

Дивись також Категорія:Народились 19 березня
- 1434 — Асікаґа Йосікацу, 7-й сьоґун сьоґунату Муроматі.
- 1601 — Алонсо Кано, іспанський живописець і скульптор.
- 1801 — Сальваторе Каммарано, італійський поет, драматург і лібретист.
- 1803 — Жозеф-Фредерік-Бенуа Шарр'єр, французький розробник хірургічних інструментів швейцарського походження.
- 1813 — Девід Лівінгстон, шотландський місіонер і дослідник Африки.
- 1816 — Йоханнес Йозеф Херман Верхюльст, нідерландський композитор і диригент.
- 1821 — Річард Френсіс Бертон, британський дослідник, географ, перекладач, письменник. Відкрив озеро Танганьїка.
- 1844 ― Мінна Кант, фінська письменниця, журналістка, підприємиця.
- 1873 — Макс Регер, німецький композитор, піаніст, органіст.
- 1894 — Микола Алексєєв, український книжковий графік.
- 1895 — Максим Рильський, український поет, перекладач, публіцист.
- 1928 — Кюнг Ганс, швейцарський католицький теолог.
- 1930 — Ліна Костенко, українська поетеса.
- 1931 — Емма Андієвська, українська письменниця, поетеса й художниця.
- 1933 — Філіп Рот, американський письменник, лауреат Пулітцерівської премії.
- 1938 — Якоб Седерман, перший Європейський омбудсмен, відомий політичний і державний діяч Фінляндії.
- 1941 — Лама Оле Нідал, вчитель буддизму Діамантового Шляху
- 1955 — Брюс Вілліс, американський кіноактор
- 1955 — Валентина Сазонова, українська модельєрка, авторка ляльок, громадська діячка
- 1955 — Піно Даніеле, італійський кантауторе, співак та композитор.
- 1956 — Єгор Гайдар, російський державний діяч, економіст, ліберальний реформатор.
- 1972 — Сергій «Фома» Фоменко, український музикант, фронтмен та лід-вокаліст гурту «Мандри»
- 1979 — Михайло Куратченко, офіцер Національної поліції України. Герой України.
- 1988 — Андрій Ханін, військовослужбовець Збройних Сил України, учасник російсько-української війни, Герой України.

## Померли

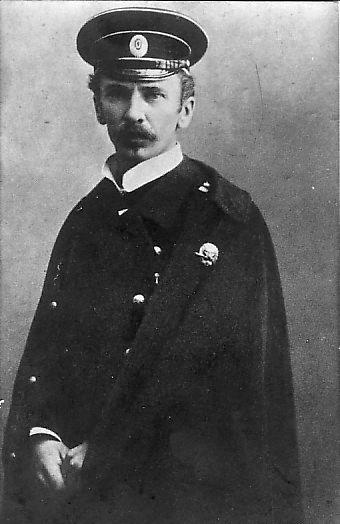
Петро Шмідт

Дивись також Категорія:Померли 19 березня
- 1749 — Алессандро Маньяско, італійський живописець доби бароко, представник генуезької школи живопису.
- 1884 ― Еліас Леннрот, фінський лікар та автор (упорядник Калевали).
- 1896 — Річмонд Джордж, англійський художник.
- 1906 — Петро Шмідт, український військовик-моряк, один з керівників Севастопольського збройного повстання 1905, відомий як лейтенант Шмідт.
- 1950 — Едгар Райс Барроуз, американський письменник-фантаст. Автор романів про Тарзана.
- 1951 — Дмитро Дорошенко, український політичний діяч, дипломат, історик.
- 1967 — Фредерік Морган, британський воєначальник, основний розробник плану операції «Оверлорд».
- 1982 — Ренді Роадс, американський гітарист, музикант, автор пісень.
- 1987 — Луї де Бройль, французький фізик, один з творців сучасної квантової механіки.
- 1997 — Віллем де Кунінг, провідний художник і скульптор другої половини XX століття, один з лідерів абстрактного експресіонізму.
- 2008 — Артур Кларк, англійський письменник-фантаст, футуролог і винахідник.
- 2008 — Пол Скофілд, англійський актор.

## Інше
- 2379 — очікується повне сонячне затемнення, яке буде видно на території Польщі. В Україні — спостерігатиметься як часткове.